# Ronde van Frankrijk 2004/Dertiende etappe
De dertiende etappe van de Ronde van Frankrijk 2004 werd verreden op 17 juli 2004 tussen Lannemezan en Plateau de Beille.

## Verloop
In de laatste bergetappe in de Pyreneeën van deze editie kunnen de Spanjaarden het opnieuw niet waarmaken. Armstrong wint, maar Thomas Voeckler weet met 22 seconden verschil het geel te behouden.
Proloog ·
1e etappe ·
2e etappe ·
3e etappe ·
4e etappe ·
5e etappe ·
6e etappe ·
7e etappe ·
8e etappe ·
9e etappe ·
10e etappe ·
11e etappe ·
12e etappe ·
13e etappe ·
14e etappe ·
15e etappe ·
16e etappe ·
17e etappe ·
18e etappe ·
19e etappe ·
20e etappe
Startlijst · Eindstanden · Afbeeldingen